# 紀元前156年
紀元前156年（きげんぜん156ねん）は、ローマ暦の年である。

## 他の紀年法
- 干支 : 乙酉
- 日本
  - 開化天皇2年
  - 皇紀505年
- 中国
  - 前漢 : 景帝元年
- 朝鮮
  - 檀紀2178年
- 仏滅紀元 : 389年
- ユダヤ暦 : 3605年 - 3606年

## できごと
- 調神社創建。

## 誕生
- 武帝 - 前漢の第7代皇帝（紀元前87年没）

## 死去
- 薄姫 - 前漢の皇帝劉邦の側室、文帝の母（生年不明）